# Goszyn (przystanek kolejowy)
Goszyn – nieczynny przystanek kolejowy w Goszynie na linii kolejowej nr 229, w województwie pomorskim.